# Love Among the Ruins
L'Amour parmi les ruines

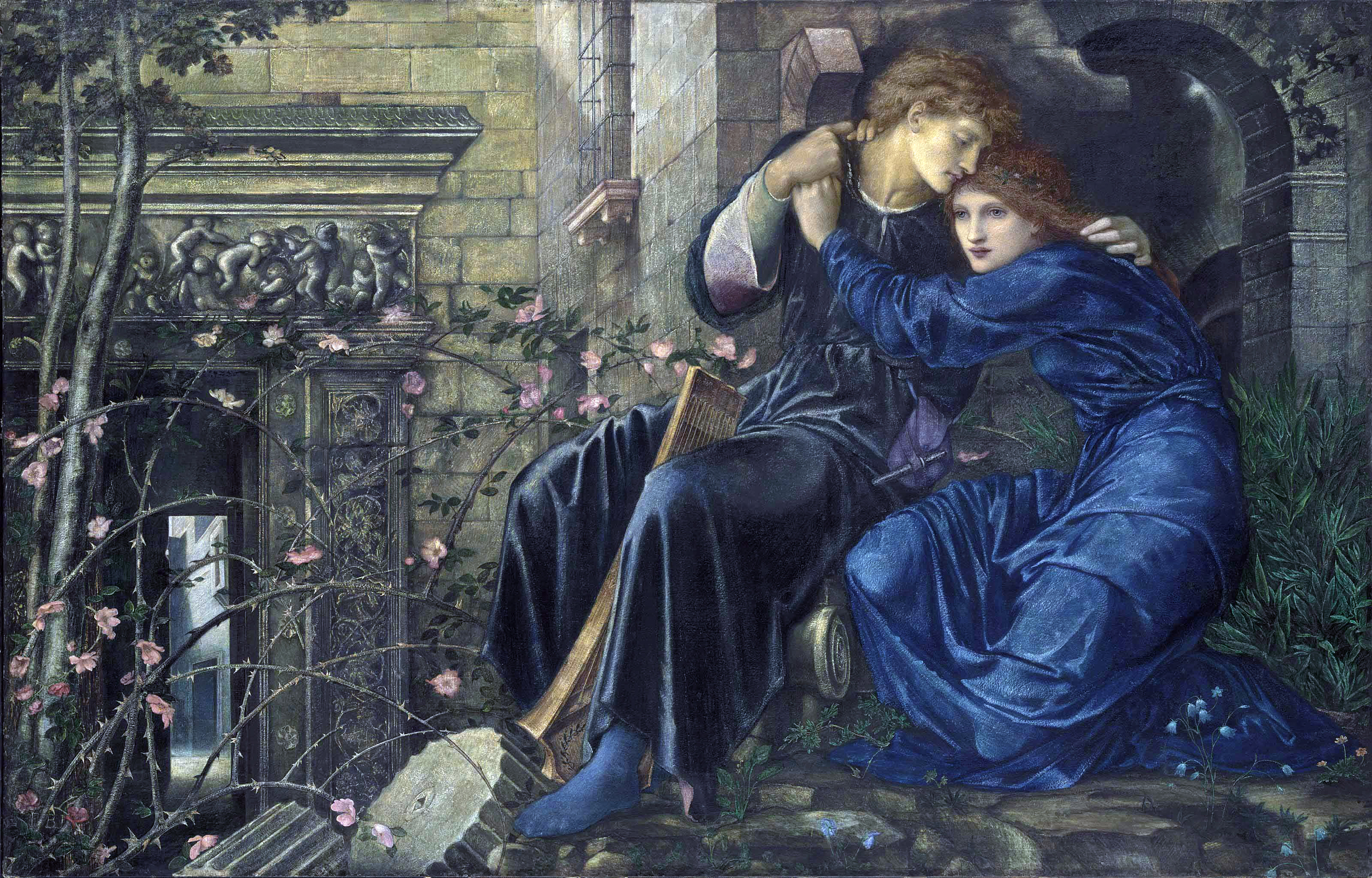
Love among the Ruins, tableau d'Edward Burne-Jones.

Love Among the Ruins (L'Amour parmi les ruines) est le premier poème écrit par Robert Browning dans sa série de poèmes Hommes et Femmes, publiée en 1855.

## Aspects stylistiques
La première strophe du poème est la suivante :
 *
| Where the quiet-coloured end of evening smiles, Miles and miles On the solitary pastures where our sheep Half-asleep Tinkle homeward thro' the twilight, stray or stop As they crop--- Was the site once of a city great and gay, (So they say) Of our country's very capital, its prince Ages since Held his court in, gathered councils, wielding far Peace or war. | Là où sourit la fin du soir que colore la quiétude Miles après miles Sur les pâturages solitaires où nos moutons À demi endormis Reviennent tintinabulant au crépuscule, s'égarent ou s'arrêtent Pour brouter--- Se trouvait jadis une cité grande et gaie, (À ce qu'on dit) De notre pays la capitale elle-même, où son prince Il y a des siècles Tenait sa cour, réunissait ses conseils, menait au loin La paix ou la guerre. |